# مخفیگاه (فیلم)
مخفی گاه (انگلیسی: Hideaway) فیلمی در ژانر ترسناک به کارگردانی برت لنرد است که در سال ۱۹۹۵ منتشر شد.

## بازیگران
- جف گلدبلوم
- کریستین لاتی
- آلیسیا سیلورستون
- آلفرد مولینا
- جرمی سیستو
- را داون چونگ
- دن اس. دیویس
- جولی کالینز
- کنت ولش
- راجر کراس